# Mụn trứng cá
Mụn trứng cá, thường được hiểu là mụn trứng cá thông thường (acne vulgaris), là bệnh da liễu được đặc trưng bởi tình trạng viêm khu trú vùng nang lông - tuyến bã. Cơ chế sinh bệnh được xác định cho đến thời điểm hiện nay là do: (I) sự tăng tiết bã nhờn, (II) sự sừng hóa (keratin hóa) bất thường của phễu nang lông, (III) sự liên quan của trực khuẩn kị khí gram dương Propionibacterium acnes, và (IV) các loại phản ứng viêm. Trong đó sự tăng tiết bã nhờn được coi là điều kiện cần của mụn trứng cá, còn phản ứng viêm được xem là yếu tố then chốt. Vai trò của phản ứng viêm quan trọng đến nỗi ngày nay người ta có xu hướng xem mụn trứng cá là một loại bệnh tự miễn. Biểu hiện của bệnh là nhiều loại tổn thương khác nhau như: nhân mụn (comedon), sẩn, mụn mủ, cục, nang... khu trú ở các vị trí tiết nhiều chất nhờn như mặt, lưng, ngực. Để thuận lợi cho công tác điều trị, bác sĩ lâm sàng thường chia tổn thương thành hai loại, đó là tổn thương viêm (mụn bọc, mụn mủ) và tổn thương không viêm (mụn đầu trắng, mụn đầu đen). Cần lưu ý đến tính chất đa dạng trong tổn thương mụn trứng cá để phân biệt với phát ban trứng cá, vốn thường có triệu chứng là các sang thương đơn dạng (sẩn), cùng lứa tuổi và có thể xuất hiện ở vị trí ngoài vùng tiết bã.
Mụn trứng cá thường không ảnh hưởng nghiêm trọng đến tính mạng, tuy nhiên, bệnh có xu hướng tồn tại dai dẳng, hay tái phát, với biến chứng thường gặp là sẹo lõm, hoặc sẹo lồi, gây mất thẩm mỹ, làm suy giảm đáng kể đến chất lượng cuộc sống của người bệnh. Có sự liên hệ khá rõ ràng giữa bệnh lý mụn trứng cá và xu hướng trầm cảm (depression), đặc biệt là ở người trẻ .

## Phân loại
Tính nghiêm trọng của mụn trứng cá (tiếng Hy Lạp ἀκµή, "điểm" + tiếng Latin vulgaris, "phổ biến") được phân loại thành ba mức độ nghiêm trọng: nhẹ, trung bình và nặng, để quyết định liệu pháp điều trị thích hợp. Không có một thang điểm chính thức để xác định mức độ nghiêm trọng của mụn trứng cá. Mụn trứng cá nhẹ được xác định khi chỉ có một số nang da bị tắc trên mặt và có các tổn thương viêm không thường xuyên. Mụn trứng cá vừa được cho là xảy ra khi số lượng papule viêm nhiễm và pustule trên khuôn mặt cao hơn so với trường hợp nhẹ và xuất hiện trên thân cơ thể. Mụn trứng cá nặng được cho là xảy ra khi các nodule (những điểm đau dữ dội nằm dưới da) là các tổn thương đặc trưng trên khuôn mặt và sự ảnh hưởng trên thân cơ thể rộng rãi.
Các quả nang lớn trước đây được gọi là cysts. Thuật ngữ "nodulocystic" đã được sử dụng trong văn bản y học để mô tả các trường hợp nặng của viêm nhiễm mụn trứng cá. Tuy nhiên, các quả nang thực sự hiếm khi xảy ra ở người mắc mụn trứng cá, và hiện nay ưu tiên sử dụng thuật ngữ "mụn trứng cá nặng chứa các quả nang".
Acne inversa (dịch từ tiếng Latinh invertō, có nghĩa là "ngược lại") và acne rosacea (dịch từ tiếng Latinh rosa, có nghĩa là "màu hồng" + -āceus, có nghĩa là "tạo thành") không phải là các dạng mụn trứng cá và là các thuật ngữ khác được sử dụng để chỉ các tình trạng da khác nhau, tương ứng là hidradenitis suppurativa (HS) và rosacea. Mặc dù HS có một số đặc điểm chung với mụn trứng cá, như xuất hiện nang da bị tắc bằng tàn dư tế bào da, tình trạng này khác biệt với mụn trứng cá và được coi là một rối loạn da riêng biệt.

## Dấu hiệu và triệu chứng
Mụn trứng cá có những đặc điểm đặc trưng như sau: da tăng tiết dầu nhờn, hình thành vi kẽ nhỏ, xuất hiện mụn đầu đen, mụn đầu trắng, nốt đỏ, u nang (nốt đỏ lớn), mụn ủ mủ và thường để lại sẹo. Tình trạng mụn trứng cá có thể khác nhau tùy theo màu da của mỗi người. Ngoài việc gây khó chịu về mặt vẻ ngoài, mụn trứng cá còn có thể gây ảnh hưởng đến tâm lý và cuộc sống xã hội của người bị mụn.

### Sẹo
Sẹo mụn trứng cá được gây ra do sự viêm nhiễm trong tầng bì và ước tính ảnh hưởng đến 95% người mắc bệnh mụn trứng cá thông thường. Quá trình lành sẹo bất thường và viêm nhiễm tầng bì tạo nên sẹo. Sẹo thường xuất hiện nhiều nhất trên các vết mụn trứng cá nặng, nhưng cũng có thể xảy ra trên bất kỳ loại mụn trứng cá nào. Sẹo mụn trứng cá được phân loại dựa trên cách tổn thương mụn trứng cá ảnh hưởng đến quá trình lành sẹo, gây ra sự tăng hoặc giảm mạnh mẽ collagen tại vị trí tổn thương.
Sẹo mụn trứng cá loại atrophic là những sẹo mụn trứng cá mà đã mất mạch collagen sau quá trình lành sẹo và chiếm đa số (khoảng 75%) các loại sẹo mụn trứng cá. Có ba loại phụ thuộc của sẹo mụn trứng cá loại atrophic là sẹo ice-pick, sẹo boxcar và sẹo rolling. Sẹo boxcar có hình dạng lõm tròn hoặc hình bầu dục với ranh giới sắc nét và kích thước dao động từ 1.5–4 mm. Sẹo ice-pick là những sẹo hẹp (ít hơn 2 mm), sẹo sâu đi vào tầng bì. Sẹo rolling rộng hơn so với sẹo ice-pick và boxcar (4–5 mm) và có mẫu tổ chức sâu dạng sóng trên da.
Sẹo mụn trứng cá loại hypertrophic là loại sẹo hiếm gặp và được đặc trưng bởi nồng độ collagen tăng sau quá trình lành sẹo bất thường. Chúng được miêu tả là cứng và nổi lên so với da. Sẹo hypertrophic giữ nguyên trong ranh giới ban đầu của vết thương, trong khi sẹo keloid có thể tạo mô sẹo bên ngoài các ranh giới này. Sẹo keloid từ mụn trứng cá thường xảy ra nhiều hơn ở nam giới và người có làn da sậm màu, và thường xuất hiện trên thân hình.
Vào tháng 11 năm 2021, một nghiên cứu đã được công bố tiết lộ sự đồng thuận của 24 bác sĩ phẫu thuật thẩm mỹ và bác sĩ da liễu nổi tiếng trên thế giới về các thiết bị sử dụng năng lượng hiệu quả nhất để điều trị sẹo mụn trứng cá.

### Vết thâm sắc tố
Sau khi một vết thương mụn trứng cá viêm nhiễm đã điều trị, thường xảy ra hiện tượng da vùng đó tối màu, được gọi là tăng sắc tố sau viêm (PIH). Quá trình viêm nhiễm kích thích tế bào da sản xuất sắc tố đặc biệt (gọi là tế bào melanocyt) tạo ra nhiều sắc tố melanin hơn, dẫn đến sự tối màu của da. PIH xảy ra thường xuyên hơn ở những người có màu da sậm màu. Sẹo có sắc tố là thuật ngữ phổ biến để chỉ PIH, nhưng nó có thể gây hiểu lầm vì cho rằng thay đổi màu sắc là vĩnh viễn. Thường, PIH có thể được ngăn chặn bằng cách tránh kích thích vùng viêm và có thể mờ đi theo thời gian. Tuy nhiên, nếu các lớp da sâu bị ảnh hưởng, PIH chưa được điều trị có thể kéo dài trong thời gian từ vài tháng đến nhiều năm, hoặc thậm chí có thể là vĩnh viễn. Ngay cả việc tiếp xúc da với tia tử ngoại mặt trời cực tiểu cũng có thể duy trì tình trạng sắc tố tăng. Sử dụng hàng ngày kem chống nắng có chỉ số SPF 15 trở lên có thể giảm thiểu nguy cơ này. Các chất làm trắng như axit azelaic, arbutin hoặc các chất khác có thể được sử dụng để cải thiện sắc tố tăng.

## Điều trị
Việc điều trị nhằm giảm quần thể vi khuẩn trong nang lông, giảm sinh bã nhờn, giảm viêm, loại bỏ lớp keratin che lấp nang. Các thuốc dùng gồm có các chất ly giải keratin và chất kháng khuẩn. Khi thuốc bôi ngoài không có tác dụng, cần dùng thuốc uống, đáp ứng với thuốc thường chậm và phải điều trị lâu dài. Kinh nghiệm điều trị: Trong thời gian điều trị bệnh, bệnh nhân tuyệt đối không được sờ hay nặn mụn gây viêm nhiễm lan rộng (bội nhiễm) gây ảnh hưởng đến kết quả điều trị.
- Trứng cá nhẹ: Dùng thuốc bôi ngoài, đặc biệt là benzoyl peroxid, chất kháng khuẩn và retinoid. Acid azelaic có thể dùng thay thế benzoyl peroxid. Khi phối hợp retinoid với kháng sinh erythromycin sẽ hiệp đồng tác dụng, nhanh chóng cho hiệu quả điều trị

Các thuốc kháng khuẩn bôi ngoài cũng là thuốc đầu tiên dùng đến sau khi liệu pháp benzoyl peroxid không hiệu quả, dùng các dung dịch tetracylin, clindamycin, erthromycin để bôi ngoài, và các chất này có tác dụng tương đương nhau. Dùng thuốc kháng khuẩn bôi ngoài chỉ nên kéo dài 10 đến 12 tuần, không dùng đồng thời thuốc bôi ngoài với thuốc uống hay loại nọ kế tiếp loại kia
- Trứng cá vừa: Dùng thuốc kháng khuẩn đường uống là tốt nhất, kết hợp với thuốc bôi ngoài. Tất cả các thuốc kháng khuẩn được dùng ít nhất trong 3 tháng, có những trường hợp phải điều trị tới 2 năm hay lâu hơn nữa. Đối với các bệnh nhân nữ có trứng cá vừa nhưng phải dùng thuốc tránh thai, thì nên dùng thuốc tránh thai chứa một progrestogen không androgen nhưng cần hết sức lưu ý tác dụng phụ khi dùng đường uống kéo dài.
- Trứng cá nặng: Thường dùng isotretionin theo đường uống, nếu những bệnh nhân không dùng được loại thuốc này có thể dùng thuốc kháng khuẩn với liều cao. Đối với những bệnh nhân nữ chống chỉ định dùng estrogen có thể dùng spironolacton, dựa vào tính kháng androgen của nó, kết hợp dùng thuốc bôi ngoài trứng cá nhẹ.

### Tiến triển chung của trứng cá
Đa số tự khỏi. Một số trường hợp có thể kèm theo các rối loạn như nhiễm trùng, trứng cá đỏ, viêm tổ chức dưới da. Nếu tổn thương mọc quanh miệng mũi, có mủ, khi nặn không vô khuẩn có thể gây nhiễm khuẩn huyết, viêm xoang tĩnh mạch nông.

## Cơ chế bệnh sinh
Mụn trứng cá được hình thành dưới tác động của 3 yếu tố chính:

### Tăng tiết chất bã
Bình thường chất bã được nang lông tuyến bã tiết ra làm da, lông, tóc ẩm, mềm mại, mượt mà. Trong trứng cá, do nội tiết tố androgen của cơ thể, đặc biệt là testosteron tiết ra nhiều sẽ gắn vào các thụ thể đặc hiệu có trên bề mặt các tế bào tuyến bã, kích thích tuyến bã phát triển, giãn rộng làm tăng bài tiết chất bã.

### Sừng hóa cổ nang lông
Bình thường các tế bào của tuyến bã và cổ nang lông khi chết sẽ được đào thải ra ngoài qua cổ nang lông. Trong trứng cá, các tế bào này không được đào thải sẽ gây bít tắc cổ nang lông làm chất nhờn tích tụ lại và làm phình tuyến bã.

### Sự gia tăng hoạt động của Vi khuẩn Propionibacterium acnes (P.acnes)
P.acnes hiện diện rất nhiều trên da của bệnh nhân trứng cá. Các vi khuẩn này sẽ chuyển hóa các acid béo tự do có trong tế bào và chất nhờn bị tích tụ làm viêm tấy nang lông và cổ nang lông tạo nên mụn trứng cá dạng sẩn, mụn mủ, cục và nang.

### Một số yếu tố khác liên quan đến hình thành mụn trứng cá
- Tuổi: 90% trường hợp ở lứa tuổi 13-19 (tuổi dậy thì), sau đó bệnh giảm dần. Nhưng trứng cá có thể bắt đầu ở tuổi 20-30 hoặc thậm chí muộn hơn ở tuổi 50-59 (trung niên).
- Giới: Nữ nhiều hơn nam, tỷ lệ nữ/nam ≈2/1, nhưng bệnh ở nam giới thường nặng hơn nữ
- Yếu tố gia đình: 50% bệnh nhân có tiền sử gia đình
- Yếu tố thời tiết, chủng tộc: khí hậu nóng ẩm, khô hanh liên quan đến bệnh trứng cá, người da trắng và da vàng bị trứng cá nhiều hơn người da đen.
- Yếu tố nghề nghiệp: Khi tiếp xúc với dầu mỡ, với ánh nắng nhiều….làm tăng khả năng bị bệnh
- Yếu tố stress: có thể gây nên bệnh hoặc làm nặng thêm bệnh trứng cá
- Chế độ ăn: một số thức ăn có thể làm tăng nặng bệnh trứng cá như sôcôla, đường, bơ, cà phê…và một số thức ăn liên quan đến dầu mỡ và đường.
- Các bệnh nội tiết: một số bệnh Cushing, bệnh đường giáp trạng, bệnh buồng trứng đa nang….làm tăng trứng cá.
- Thuốc: Một số thuốc làm tăng trứng cá như corticoid, nhóm halogen…
- Một số nguyên nhân tại chỗ: vệ sinh da mặt, chà xát, nặn bóp không đúng phương pháp, lạm dụng mỹ phẩm và chất hóa học.

## Điều trị
Mụn trứng cá thực sự làm suy giảm nặng nề chất lượng cuộc sống (quality of life). Thậm chí mụn trứng cá thể nhẹ cũng có thể gây ra nhiều đau khổ. Vì vậy, điều quan trọng là cần thiết phải điều trị mụn trứng cá hơn là để cho bệnh tự thoái lui.

### Mục tiêu
- Chống tiết nhiều chất bã
- Chống dày sừng phễu nang lông
- Chống nhiễm khuẩn
- Kháng viêm

### Thuốc điều trị
Chia làm 4 nhóm chính:
- Nhóm thuốc làm bạt sừng, bong vảy (keratolytics): Ví dụ mỡ salicylic acid 5-10%: có tác dụng làm mỏng lớp sừng trên bề mặt da, giúp chất bã thoát ra ngoài dễ dàng hơn. Nhóm thuốc này thích hợp để làm bong các nút sừng ở các loại mụn đầu trắng, mụn bọc nhỏ.
- Nhóm thuốc kháng sinh (antibiotic) và kháng khuẩn (antibactarial): Thường dùng các kháng sinh như clindamycin, erythromycin, kháng khuẩn chống viêm như benzoyl peroxide. Dùng cả đường toàn thân và tại chỗ.
- Nhóm vitamin A acid (retinoid): Có tác dụng chống sừng hoá cổ tuyến bã, do đó ngăn ngừa hình thành các nút sừng tại cổ tuyến bã, giảm tắc nghẽn chất bã trong tuyến bã. Nên dùng kết hợp với nhóm kháng sinh để đạt hiệu quả điều trị cao hơn
- Nhóm thuốc nội tiết (hormone): Liệu trình điều trị thường kéo dài từ 3 - 6 tháng. Không nên dùng loại thuốc tránh thai có thành phần progesterol đơn thuần vì loại này thường làm tăng nặng bệnh trứng cá. Nên dùng loại kết hợp progesterol tổng hợp thế hệ 2 như levonorgestrel, ethinyloestradiol cho các trường hợp trứng cá vừa và nặng.

## Tư vấn
- Hạn chế dùng thuốc có brom, corticoid
- Rửa mặt bằng sữa rửa mặt phù hợp với da.
- Ăn ít đường, sôcôla, chất béo, thức ăn có liên quan tới dầu mỡ, đồ ngọt...
- Tránh làm việc quá sức, hạn chế stress.
- Khi bị bệnh mụn trứng cá, nếu nặn phải có phương pháp nếu không thì sẽ lây lan qua các vùng lân cận ở da.
- Bảo vệ da trước ánh nắng mặt trời bởi vì trong ánh nắng mặt trời kích thích vi khuẩn gây mụn trên da hoạt động mạnh, khiến tình trạng mụn thêm trầm trọng.
- Sử dụng các mặt nạ được làm từ các nguyên liệu tự nhiên như nghệ, dưa leo, lô hội,…sẽ có công dụng kháng viêm